# Список нагород і номінацій Кері Малліган
Кері Малліган — британська акторка театру та кіно. Володарка нагороди «БАФТА» за найкращу жіночу роль (2010), дворазова номінантка на премію «Оскар» і триразова номінантка на «Золотий глобус».

## Головні премії

### Оскар
| Рік  | Категорія            | Робота               | Результат | Ref.  |
| ---- | -------------------- | -------------------- | --------- | ----- |
| 2010 | Найкраща жіноча роль | Виховання почуттів   | Номінація | [ 1 ] |
| 2021 | Найкраща жіноча роль | Перспективна дівчина | Номінація | [ 2 ] |
| 2024 | Найкраща жіноча роль | Маестро              | Номінація | [ 3 ] |

### БАФТА
| Рік  | Категорія                          | Робота             | Результат | Ref.  |
| ---- | ---------------------------------- | ------------------ | --------- | ----- |
| 2010 | Зірка, що сходить                  | Н/Д                | Номінація | [ 4 ] |
| 2010 | Найкраща жіноча роль               | Виховання почуттів | Перемога  | [ 4 ] |
| 2012 | Найкраща жіноча роль другого плану | Драйв              | Номінація | [ 5 ] |
| 2023 | Найкраща жіноча роль другого плану | Вона сказала       | Номінація |       |

### Вибір критиків
| Рік  | Категорія                      | Робота               | Результат | Ref.  |
| ---- | ------------------------------ | -------------------- | --------- | ----- |
| 2010 | Найкраща акторка               | Виховання почуттів   | Номінація | [ 6 ] |
| 2012 | Найкраща акторка другого плану | Сором                | Номінація | [ 7 ] |
| 2021 | Найкраща акторка               | Перспективна дівчина | Перемога  | [ 8 ] |

### Золотий глобус
| Рік  | Категорія                          | Робота               | Результат | Ref.   |
| ---- | ---------------------------------- | -------------------- | --------- | ------ |
| 2010 | Найкраща жіноча роль — драма       | Виховання почуттів   | Номінація | [ 9 ]  |
| 2021 | Найкраща жіноча роль — драма       | Перспективна дівчина | Номінація | [ 10 ] |
| 2023 | Найкраща жіноча роль другого плану | Вона сказала         | Номінація | [ 11 ] |
| 2024 | Найкраща жіноча роль — драма       | Маестро              | Номінація | [ 12 ] |

### Премія Гільдії кіноакторів США
| Рік  | Категорія                           | Робота               | Результат | Ref.   |
| ---- | ----------------------------------- | -------------------- | --------- | ------ |
| 2010 | Найкраща жіноча роль                | Виховання почуттів   | Номінація | [ 13 ] |
| 2010 | Найкращий акторський склад у фільмі | Виховання почуттів   | Номінація | [ 13 ] |
| 2018 | Найкращий акторський склад у фільмі | Ферма «Мадбаунд»     | Номінація | [ 14 ] |
| 2021 | Найкраща жіноча роль                | Перспективна дівчина | Номінація | [ 15 ] |

### Тоні
| Рік  | Категорія                    | Робота         | Результат | Ref.   |
| ---- | ---------------------------- | -------------- | --------- | ------ |
| 2015 | Найкраща жіноча роль у п'єсі | Небесне світло | Номінація | [ 16 ] |

## Різні нагороди

### Австралійська академія кіно і телебачення
| Рік  | Категорія                   | Робота               | Результат | Ref.   |
| ---- | --------------------------- | -------------------- | --------- | ------ |
| 2014 | Найкраща акторка            | Великий Гетсбі       | Номінація | [ 17 ] |
| 2021 | Найкраща міжнародна акторка | Перспективна дівчина | Перемога  | [ 18 ] |

### Національна рада кінокритиків США
| Рік  | Категорія        | Робота               | Результат | Ref.   |
| ---- | ---------------- | -------------------- | --------- | ------ |
| 2009 | Найкраща акторка | Виховання почуттів   | Перемога  | [ 19 ] |
| 2020 | Найкраща акторка | Перспективна дівчина | Перемога  | [ 20 ] |

### Премія британського незалежного кіно
| Рік  | Категорія                      | Робота                   | Результат | Ref.   |
| ---- | ------------------------------ | ------------------------ | --------- | ------ |
| 2009 | Найкраща акторка               | Виховання почуттів       | Перемога  | [ 21 ] |
| 2010 | Найкраща акторка               | Ніколи не відпускай мене | Перемога  | [ 22 ] |
| 2011 | Найкраща акторка другого плану | Сором                    | Номінація | [ 23 ] |
| 2015 | Найкраща акторка               | Суфражистка              | Номінація | [ 24 ] |

## Нагороди асоціацій кінокритиків
| Рік  | Асоціація                                         | Категорія                                                   | Робота                   | Результат   | Ref.   |
| ---- | ------------------------------------------------- | ----------------------------------------------------------- | ------------------------ | ----------- | ------ |
| 2009 | Альянс жінок-кіножурналістів                      | Найкраща акторка                                            | Виховання почуттів       | Перемога    | [ 25 ] |
| 2009 | Альянс жінок-кіножурналістів                      | Найкращий прорив                                            | Виховання почуттів       | Перемога    | [ 25 ] |
| 2009 | Альянс жінок-кіножурналістів                      | Найкраще зображення оголеності, сексуальності або зваблення | Виховання почуттів       | Перемога    | [ 25 ] |
| 2009 | Асоціація кінокритиків Вашингтона, округ Колумбія | Найкраща акторка                                            | Виховання почуттів       | Перемога    | [ 26 ] |
| 2009 | Асоціація кінокритиків Далласа/Форт-Верт          | Найкраща акторка                                            | Виховання почуттів       | Перемога    | [ 27 ] |
| 2009 | Асоціація кінокритиків Сейнт-Луїса                | Найкраща акторка                                            | Виховання почуттів       | Перемога    | [ 28 ] |
| 2009 | Асоціація кінокритиків Торонто                    | Найкраща акторка                                            | Виховання почуттів       | Перемога    | [ 29 ] |
| 2009 | Асоціація кінокритиків Чикаго                     | Найкраща акторка                                            | Виховання почуттів       | Перемога    | [ 30 ] |
| 2009 | Асоціація кінокритиків Чикаго                     | Найбільш перспективний актор/акторка                        | Виховання почуттів       | Перемога    | [ 30 ] |
| 2009 | Премія Лондонського гуртка кінокритиків           | Британська акторка року                                     | Виховання почуттів       | Перемога    | [ 31 ] |
| 2009 | Спілка кінокритиків Г'юстона                      | Найкраща акторка                                            | Виховання почуттів       | Перемога    | [ 32 ] |
| 2009 | Асоціація кінокритиків Лос-Анджелеса              | Найкраща акторка                                            | Виховання почуттів       | Друге місце | [ 33 ] |
| 2009 | Асоціація кінокритиків Вашингтона, округ Колумбія | Найкращий прорив                                            | Виховання почуттів       | Номінація   |        |
| 2009 | Коло кінокритиків Дубліна                         | Найкраща акторка                                            | Виховання почуттів       | Номінація   |        |
| 2009 | Коло кінокритиків Нью-Йорка                       | Найкраща акторка                                            | Виховання почуттів       | Номінація   | [ 34 ] |
| 2009 | Опитування критиків IndieWire                     | Найкраща акторка                                            | Виховання почуттів       | Номінація   | [ 35 ] |
| 2009 | Премія Лондонського гуртка кінокритиків           | Акторка року                                                | Виховання почуттів       | Номінація   |        |
| 2009 | Спілка кінокритиків Сан-Дієґо                     | Найкраща акторка                                            | Виховання почуттів       | Номінація   |        |
| 2009 | Спілка онлайн-кінокритиків                        | Найкраща акторка                                            | Виховання почуттів       | Номінація   | [ 36 ] |
| 2010 | Спілка кінокритиків Детройта                      | Найкраща акторка                                            | Ніколи не відпускай мене | Номінація   |        |
| 2010 | Спілка кінокритиків Сан-Дієґо                     | Найкраща акторка                                            | Ніколи не відпускай мене | Номінація   |        |
| 2011 | Асоціація кінокритиків Сейнт-Луїса                | Найкраща сцена                                              | Драйв                    | Номінація   |        |
| 2011 | Премія Лондонського гуртка кінокритиків           | Британська акторка року                                     | Драйв                    | Номінація   |        |
| 2011 | Спілка кінокритиків Детройта                      | Найкраща акторка другого плану                              | Сором                    | Перемога    |        |
| 2011 | Коло кінокритиків Нью-Йорка                       | Найкраща акторка другого плану                              | Сором                    | Друге місце |        |
| 2011 | Асоціація кінокритиків Далласа/Форт-Верт          | Найкраща акторка другого плану                              | Сором                    | Номінація   | [ 37 ] |
| 2011 | Опитування критиків IndieWire                     | Найкраща акторка другого плану                              | Сором                    | Номінація   |        |
| 2011 | Альянс жінок-кіножурналістів                      | Найкраща акторка другого плану                              | Сором                    | Номінація   | [ 38 ] |
| 2011 | Премія Лондонського гуртка кінокритиків           | Британська акторка року                                     | Сором                    | Номінація   |        |
| 2011 | Спілка онлайн-кінокритиків                        | Найкраща акторка другого плану                              | Сором                    | Номінація   |        |
| 2011 | Спілка кінокритиків Сан-Дієґо                     | Найкраща акторка другого плану                              | Сором                    | Номінація   |        |
| 2011 | Асоціація кінокритиків Вашингтона, округ Колумбія | Найкраща акторка другого плану                              | Сором                    | Номінація   | [ 39 ] |
| 2015 | Асоціація кінокритиків Далласа/Форт-Верт          | Найкраща акторка                                            | Суфражистка              | Номінація   | [ 40 ] |
| 2015 | Премія Лондонського гуртка кінокритиків           | Британська акторка року                                     | Суфражистка              | Номінація   |        |
| 2015 | Премія Лондонського гуртка кінокритиків           | Британська акторка року                                     | Подалі від шаленої юрми  | Номінація   |        |
| 2018 | Спілка кінокритиків Сан-Дієґо                     | Найкраща акторка                                            | Дике життя               | Номінація   |        |
| 2020 | Асоціація кінокритиків Остіна                     | Найкраща акторка                                            | Перспективна дівчина     | Перемога    | [ 41 ] |
| 2020 | Асоціація кінокритиків Далласа/Форт-Верт          | Найкраща акторка                                            | Перспективна дівчина     | Перемога    | [ 42 ] |
| 2020 | Асоціація кінокритиків Джорджії                   | Найкраща акторка                                            | Перспективна дівчина     | Перемога    | [ 43 ] |
| 2020 | Спілка кінокритиків Г'юстона                      | Найкраща акторка                                            | Перспективна дівчина     | Перемога    |        |
| 2020 | Асоціація кінокритиків Лос-Анджелеса              | Найкраща акторка                                            | Перспективна дівчина     | Перемога    | [ 44 ] |
| 2020 | Спілка онлайн-кінокритиків Нью-Йорка              | Найкраща акторка                                            | Перспективна дівчина     | Перемога    |        |
| 2020 | Спілка кінокритиків Сан-Дієґо                     | Найкраща акторка                                            | Перспективна дівчина     | Перемога    |        |
| 2020 | Асоціація кінокритиків Сейнт-Луїса                | Найкраща акторка                                            | Перспективна дівчина     | Перемога    |        |
| 2020 | Голлівудська асоціація кінокритиків               | Найкраща акторка                                            | Перспективна дівчина     | Перемога    |        |
| 2020 | Коло кінокритиків Флориди                         | Найкраща акторка                                            | Перспективна дівчина     | Друге місце | [ 45 ] |
| 2020 | Альянс жінок-кіножурналістів                      | Найкраща акторка                                            | Перспективна дівчина     | Номінація   |        |
| 2020 | Альянс жінок-кіножурналістів                      | Найбільш смілива гра                                        | Перспективна дівчина     | Номінація   |        |
| 2020 | Асоціація кінокритиків Чикаго                     | Найкраща акторка                                            | Перспективна дівчина     | Номінація   | [ 46 ] |
| 2020 | Спілка кінокритиків Детройта                      | Найкраща акторка                                            | Перспективна дівчина     | Номінація   |        |
| 2020 | Спілка онлайн-кінокритиків                        | Найкраща акторка                                            | Перспективна дівчина     | Номінація   |        |
| 2020 | Асоціація кінокритиків Вашингтона, округ Колумбія | Найкраща акторка                                            | Перспективна дівчина     | Номінація   |        |
| 2022 | Асоціація кінокритиків Північного Техасу          | Найкраща акторка другого плану                              | Вона сказала             | Номінація   |        |
| 2022 | Асоціація кінокритиків Сейнт-Луїса                | Найкраща акторка другого плану                              | Вона сказала             | Номінація   | [ 47 ] |